# Ždinja vas
Ždinja vas este o localitate din comuna Novo mesto, Slovenia, cu o populație de 193 de locuitori.